# 国立中央博物館
国立中央博物館（こくりつちゅうおうはくぶつかん、朝: 국립중앙박물관、國立中央博物館）は、大韓民国にある文化体育観光部傘下の国立博物館。ソウル特別市龍山区に所在する。
本館は東館と西館で構成され、約9万2千坪の敷地内に、長さ404m、地下1階・地上6階、延べ面積4万1469坪、全体面積8100坪、という世界でも有数の規模を誇っている。また、子供博物館や野外展示場、企画展示室等も別に設置されている。1月1日と毎週月曜日を休館日としており、毎月第4土曜日は無料で入場することができる。敷地内に設置されている劇場“龍”では、様々な公演が催されている。

## 沿革
- 1909年11月1日 - 大韓帝国純宗治下で「昌慶宮内帝室博物館」として発足。
- 1911年11月30日 - 昌慶苑内の帝室博物館が新築された和風建物（後の蔵書閣）に移転開館。
- 1915年12月1日 - 景福宮内に朝鮮総督府博物館として設立。
- 1938年6月5日 - 徳寿宮の石造殿周辺に皇室の機関として李王職美術館を設立。昌慶苑の帝室博物館と統合。
- 1945年12月3日 - 朝鮮総督府から業務を引き継ぎ、国立博物館となる。慶州、公州、扶余、開城（現在は北朝鮮に属する）の４つが地方別館として位置づけられた。
- 1950年～1953年 - 朝鮮戦争に伴い釜山へ避難。
- 1953年8月 - ソウルに復帰。
- 1955年6月23日 - 徳寿宮の石造殿に再移転。
- 1969年5月 - 徳寿宮の美術館と統合。
- 1972年7月19日 - 景福宮に再移転し、国立中央博物館と改称。
- 1975年に国立慶州博物館、国立公州博物館、国立扶余博物館の３つの分館が国立中央博物館所属の地方博物館として改組され、1978年に 国立光州博物館（朝鮮語: 국립광주박물관） が、つづいて、1984年 に 国立晋州博物館（朝鮮語: 국립진주박물관） がそれぞれ、新たな地方博物館として開館。
- 1986年8月21日 - 旧中央庁（旧朝鮮総督府庁舎）に移転開館。これにより、建物の規模や展示品が従来の３倍に拡大した。
- 1987年に国立清州博物館（朝鮮語: 국립청주박물관）、 1990年に国立全州博物館（朝鮮語: 국립전주박물관）、1994年に国立大邱博物館（朝鮮語: 국립대구박물관） がそれぞれ、国立中央博物館所属の地方博物館として開館。
- 1996年12月13日 - 旧中央庁の撤去に伴い光化門付近に移転。
- 国立地方博物館を各道に建設するという政府指針のもと、1997年に国立済州博物館（朝鮮語: 국립제주박물관）、1998年に国立金海博物館（朝鮮語: 국립김해박물관）、2002年に国立春川博物館（朝鮮語: 국립춘천박물관）がそれぞれ、国立中央博物館所属の地方博物館として開館。
- 2005年10月28日 - 龍山区の龍山基地から米軍が移動した跡地に移転。

## 組織
- 館長
  - 企画運営団
    - 行政支援課
    - 企画総括課
    - 管理課
    - 顧客支援チーム

  - 学芸研究室
    - 遺物管理部
    - 考古部
    - 美術部
    - 歴史部
    - アジア部
    - 保存科学チーム

  - 教育文化交流団
    - 事業企画課
    - 国際交流広報課
    - 展示チーム
    - 教育チーム
    - 児童博物館チーム

### 所属地方博物館
- 慶州博物館
- 光州博物館
- 全州博物館
- 扶余博物館
- 大邱博物館
- 清州博物館
- 金海博物館
- 済州博物館
- 春川博物館
- 晋州博物館
- 公州博物館

## 展示
約41万点以上の遺物を所蔵し、その内約1万5000点が展示されている。
- 考古館 - 旧石器・新石器・青銅器・初期鉄器・原三国・高句麗・百済・伽耶・新羅・渤海
- 歴史館 - ハングル・年表・金石文・文書・地図・王と国家・社会経済・伝統思想・対外交流
- 美術館Ⅰ - 書道・絵画・仏教絵画・木質工芸
- 寄贈館 - 寄贈文化財
- 美術館Ⅱ - 仏教彫刻・金属工芸・青磁・粉青沙器・白磁
- アジア館 - インドネシア・中央アジア・中国・楽浪遺跡出土品・日本

## 文化財

### 国宝
- 半跏思惟像（第78号）

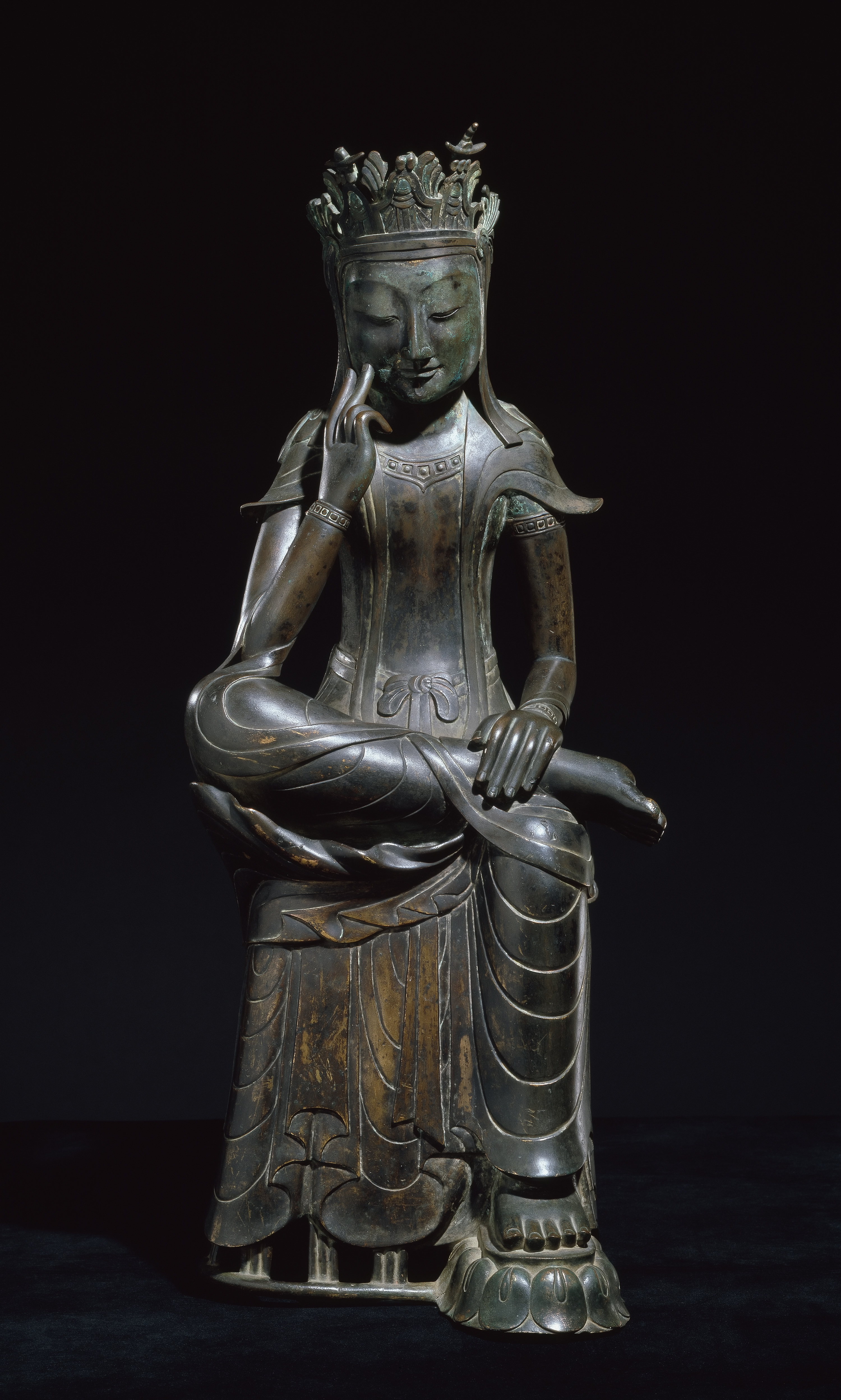
半跏思惟像（第83号）

- 皇福寺跡三重の石塔から出土した純金製阿弥陀如来坐像（第79号）
- 皇福寺跡三重の石塔から出土した純金製弥勒如来立像（第80号）
- 甘山寺跡石造弥勒菩薩立像（第81号）
- 甘山寺跡石造阿弥陀仏立像（第82号）
- 半跏思惟像（第83号）
- 敬天寺十層石塔（第86号）
- 青銅銀入糸蒲柳水禽文浄瓶（第92号）
- 青磁瓜形瓶（第94号）
- 青磁透彫七宝文香炉（第95号）
- 青磁陰刻蓮華唐草文梅瓶（第97号）
- 興法寺廉居和尚塔（第104号）
- 李斉賢1287-1367 肖像（第110号）
- 「延嘉七年」銘金銅仏立像（第119号）
- 朝鮮開国の2年前に作成された朝鮮太祖李成桂の戸籍 （第131号）
- 白磁鉄絵梅竹文壷（第166号）
- 粉青沙器象嵌印花雲龍文壷（第259号）
- 契丹の軍隊に勝つために製作した大蔵経の印刷本 初雕本瑜伽師地論『巻第三十二』（第272号）
- 天興寺銘青銅梵鍾（第280号）

### 宝物
- 普信閣鐘（第2号）
- 高達寺址双獅子石灯籠（第282号）
- 鉄造仏坐像（第332号）
- 扶余・外里出土の文様入りレンガ（第343号）
- 檀園風俗図帖（第527号）
- 青銅兜（第904号）
- 白磁鉄絵垂紐文瓶（第1060号）
- 感恩寺跡東三重の石塔舍利具（第1359号）
- タルハンアリ（第1437号）
- 姜彛五肖像（第1485号）
- 大東輿地図木板（第1581号）
- 農耕文青銅器（第1823号）
- 太子寺朗空大師碑（第1877号）

## 論争
- 国立中央博物館では、檀君が建国したとされる古朝鮮について、「歴史上、朝鮮半島に誕生した最初の国家」だったと説明され、館内表示には、古朝鮮は紀元前2333年から紀元前108年まで続き、中国の主要王朝と「互角に渡り合えるほどの勢力があった」と書かれており、史実であるとしている。この証拠として、青銅の短剣や陶磁器など、古朝鮮時代のものとされる遺物が展示されており、この時代の朝鮮半島に人の営みがあったことは事実と主張している。しかし、細部については、その真偽を問われており、政治的な意図によって歪められていると歴史学者は指摘している。この時代の朝鮮半島に、国家と言えるだけの規模があったかは、信憑性を問われている[1]。
- 2022年9月、中韓国交正常化30周年と日中国交正常化50周年に合わせ、中国国家博物館、国立中央博物館、東京国立博物館が共催する古代の青銅器に関する特別展において、韓国が提供した朝鮮史の年表には高句麗と渤海の建国年が含まれていたが、中国国家博物館での特別展では朝鮮史の年表から高句麗と渤海の建国年が削除されていた[2]。国立中央博物館は、「通常展示に使用する資料は提供機関の資料を誠実に反映するのが国際的慣例」「今回の中国の態度は信頼関係を損なうものであり、即時修正と謝罪を強く要求した」と批判している[2]。

## 交通
- 韓国鉄道公社/ソウル交通公社4号線・二村駅